# Liste der Erzbischöfe von Athen
Die in der folgenden Liste genannten Personen waren Bischöfe und Erzbischöfe des griechisch-orthodoxen Bistums Athen. Der Erzbischof von Athen ist das Oberhaupt der seit 1833 autokephalen Kirche von Griechenland innerhalb der Orthodoxen Kirchen und trägt den Titel "Seine Seligkeit". Zuvor unterstand das Erzbistum unmittelbar dem Ökumenischen Patriarchat von Konstantinopel.

## Bischöfe von Athen
- Hierotheus vor 52
- Dionysius I. 52–96
- Narcissus
- Publius
- Quadratus
- Leonidas bis 250
- Olympius?
- Pistus um 325
- Clematius 4. Jh.
- Modestus ca. 431?
- Athanasius I. 451?–458
- Anatolius um 459
- Johann I. 5. Jh.
- Johann II. um 680
- Contias um 694
- Theocharistus um 702
- Marinus um 704
- Johann III. um 714

## Metropoliten von Athen
- Gregor I. um 780
- Adamantius um 810
- Johann IV. um 819
- Theodosius 9. Jh.
- Hypatius 9. Jh.
- Demetrius I. 9. Jh.
- Germanus I. bis 841 (Erzbischof)
- Demetrius II. bis 846/857
- Gabriel I. bis 858/860
- Gregor II.?
- Cosmas?
- Nicetas I. |869/870–881?
- Sabbas I. um 881
- Anastasius bis 889
- Sabbas II. bis 914
- Georg I. bis 922
- Nicetas II. bis 927
- Konstantin bis 965?
- Philipp bis 981
- Theodegius um 1007
- Michael I. 1030
- Leo I. bis 1061
- Leo II. bis 1069
- Johann V. um 1087
- Nicetas III. bis 1103
- Nicephorus um 1112
- Gerasimus?
- Georg II. um 1156/57
- Nicholas I. 1166–1172?
- Michael II. 12. Jh.
- Theophylactus 12. Jh.
- Georg III. um 1172
- Georg IV. bis 1180
- Michael III. Choniates 1182–1204/22
- Meletius I. 1275–1289
- Elias um 1300
- Neophytus I. um 1336
- Anthimus I. bis 1366
- Nicodemus ab 1371
- Dorotheus I. um 1387
- Makarius I. um 1394/95
- Gerbasius 1432
- Phantinus 1440–1443?
- Theodor um 1453
- Isidore um 1456
- Dorotheus II. um 1472
- Anthimus II. um 1489
- Neophytus II. um 1492
- Lavrentius 1528–1546
- Callistus 1550–1564
- Sophronius I. 1565–1570?
- Nicanor 1574–1592
- Theophanes I. 1592–1597
- Neophytus III. 1597–1602
- Samuel 1602
- Nathaniel 1602–1606
- Anthimus III. 1606–1611?
- Kyril I. 1611–1619?
- Metrophanes 1619–1620?
- Theophanes II. 1620?–1633
- Sophronius II. 1633–1636
- Daniel 1636–1665
- Anthimus IV. 1665–1676
- Iakovos I. 1676–1686
- Athanasius II. 1686–1689
- Makarius II. 1689–1693
- Anthimus V. 1693–1699
- Kyril II. 1699–1703
- Meletius II. 1703–1713
- Iakovos II. 1713–1734
- Zacharias 1734–1740
- Anthimus VI. 1741–1756 (Erste Amtszeit)
- Vakant
- Anthimus VI. 1760–1764 (Zweite Amtszeit)
- Bartholomäus 1764–1771? (Erste Amtszeit)
- Neophytus IV. 1771?–1775
- Bartholomäus 1775–1780 (Zweite Amtszeit)
- Gabriel II. 1781?
- Benedikt 1781–1785 (Erste Amtszeit)
- Athanasius III. 1785–1787 (Erste Amtszeit)
- Benedikt 1787–1797? (Zweite Amtszeit)
- Athanasius III. 1797?–1799 (Zweite Amtszeit)
- Gregor III. 1799–1820
- Dionysius II.1820–1823
- Vakant
- Gregor IV. 1827–1828
- Anthimus VII. 1828–1833
- einseitige Erklärung der Autokephalie am 23. Juli 1833 und offiziell bewilligt durch das ökumenische Patriarchat von Konstantinopel am 29. Juni 1850
- Neophytus V. 1833–1861
- Michael IV. 1861–1862
- Theophilus 1862–1873
- Antonios 1873–1874
- Prokopius I. 1874–1889
- Germanus II. 1889–1896
- Prokopius II. 1896–1901
- Theocletus I. 1902–1917 (Erste Amtszeit)
- Meletius III. 1918–1920
- Theocletus I. 1920–1922 (Zweite Amtszeit)

## Erzbischöfe von Athen
- Chrysostomos I. 1923–1938
- Chrysanthos 1938–1941
- Damaskinus 1941–1949
- Spyridon 1949–1956
- Dorotheos III. 1956–1957
- Theokletos II. 1957–1962
- Iakovos III. 1962
- Chrysostomos II. 1962–1967
- Ieronymos I. 1967–1973
- Seraphim 1973–1998
- Christodoulos I. 1998–2008
- Ieronymos II. seit 2008